# Aulo Postúmio Tuberto
Aulo Postúmio Tuberto (em latim: Aulus Postumius Tubertus) foi um político da gente Postúmia nos primeiros anos da República Romana eleito ditador em 431 a.C. para enfrentar uma invasão de équos e volscos. Ele serviu ainda como mestre da cavalaria (magister equitum) de Mamerco Emílio Mamercino em 433 a.C.. Ele e

## Ditadura
Em 431 a.C., quando eram cônsules Cneu Júlio Mentão e Tito Quíncio Peno Cincinato, volscos e équos atacaram novamente os romanos e, como de costume, acamparam perto do monte Algido. O Senado, temendo um desacordo entre os dois cônsules, como já acontecera antes, decide entregar a campanha militar a um ditador, cuja escolha foi deixada a cargo de Tito Quíncio, que nomeou seu genro, Aulo Postúmio Tuberto, que tinha a fama de ser um comandante severo e decidido.
Postúmio, depois de nomear Lúcio Júlio Julo seu mestre da cavalaria (magister equitum), encarregou a defesa da cidade a Cneu Júlio e o comando dos dois exércitos a Cincinato. Os romanos então marcharam contra os inimigos, infligindo-lhes uma dura derrota.
| “ | E finalmente ele conquistou o acampamento e todos os inimigos, exceto os senadores, foram vendidos como escravos. Foi devolvido aos latinos e hérnicos o que se pôde reconhecer como deles no butim e o resto foi vendido pelo ditador. Deixando o cônsul encarregado do acampamento, o ditador retornou em triunfo para Roma e renunciou à ditadura. | ” |
|   | — Lívio, Ab Urbe condita IV, 2, 29. |   |

Esta foi a última grande batalha entre Roma e os équos.

## Execução do filho de Tuberto
Uma história muito conhecida relata que, durante sua campanha, o filho de Postúmio estava tão ansioso para lutar que abandonou o posto que seu pai havia lhe conferido e, por isso, foi condenado por ele à morte. Lívio duvida da veracidade da história em seu relato, notando que uma tradição similar — e mais infame — era associada com Tito Mânlio Torquato, cônsul em 347, 344 e 340 a.C. Porém, Niebuhr considera insuficiente o racional de Lívio para simplesmente descartar o episódio.